# Romanistik
Romanistik oder romanische Philologie beschäftigt sich mit Geschichte und Gegenwart der aus dem Latein hervorgegangenen romanischen Sprachen und Literaturen. Dies umfasst auch die Kulturen der durch die Romanisierung bzw. Latinisierung entstandenen Sprachgebiete Europas sowie der durch Kolonisation hinzugekommenen Gebiete in Übersee, vor allem in Amerika und Afrika.

## Definition
In diesem Zusammenhang spricht man von der Romania antiqua bzw. der Romania nova. Ehemals romanisierte Gebiete, in denen heute keine romanischen Sprachen gesprochen werden – im heutigen Großbritannien, Südwestdeutschland, auf dem Balkan –, bezeichnet man als Romania submersa. Grundlage der romanischen Sprachen ist nicht das geschriebene, klassische, sondern das gesprochene Latein, das man traditionell Vulgärlatein nennt und das daher nur schwierig aus schriftlichen Quellen zu rekonstruieren ist.
Die Romanistik umfasst somit vor allem das Französische, Italienische, Spanische, Portugiesische und Rumänische, aber auch die kleineren romanischen Sprachen wie Katalanisch, Galicisch, Okzitanisch, Rätoromanisch, Ladinisch, Friaulisch, Lombardisch, und Sardisch. Da die Abgrenzung von Sprachen und Dialekten äußerst schwierig ist, schwankt auch in den Handbüchern die Zahl der romanischen Sprachen zwischen zehn und sechzehn. Zweifel gibt es beispielsweise bei der Bezeichnung des Asturischen, des Aragonesischen, des Gaskognischen und des Korsischen als eigene Sprachen. Das Franko-Provenzalische wird nur in verschiedenen Dialekten gesprochen, hat aber keine Standardsprache und keine Literatur herausgebildet. Zum Gegenstandsbereich der Romanistik gehören auch die romanisch basierten Kreolsprachen.
Wegen der Entstehung der romanischen Sprachen gilt die Romanistik als Vorbild der historisch-vergleichenden Kulturwissenschaft: Alle romanischen Sprachen sind Tochtersprachen des Lateinischen. Anders als bei anderen Ursprachen (außer Altchinesische) ist das Lateinische (wenn auch nicht das Vulgärlateinische) sehr gut dokumentiert. Daher gehörte die Beschäftigung mit der gesamten Breite der romanischen Sprachen zu den Eigenheiten des Universitätsfaches Romanistik, das sich in Deutschland zunächst als eine historische Sprachwissenschaft entwickelte. Außerhalb Deutschlands ist dieses Modell nie in größerem Maß übernommen worden, in den verschiedenen romanischen Ländern bildeten sich Einzelphilologien des Französischen, Italienischen usw., aber keine romanische Philologie. Deshalb und wegen der zunehmenden Spezialisierung des Wissens tritt die ursprüngliche Beschäftigung mit allen romanischen Sprachen im Rahmen einer Disziplin zunehmend in den Hintergrund und macht einer intensiveren Beschäftigung mit den romanischen Sprachen (als Einzelphilologien) Platz. In oft kontrovers geführten wissenschafts- und berufspolitischen Diskussionen nähern sich damit die Teilfächer der Romanistik immer mehr den Nationalphilologien, wie sie in den verschiedenen romanischen Ländern etabliert sind, an. Man spricht dann auch von Rumänistik, Italianistik, Französistik (auch: Franko- oder Galloromanistik), Hispanistik und Lusitanistik. Die Romanistik leistet auch einen Beitrag zur Kreolistik.
Die Romanistik teilt sich in zwei Hauptgebiete auf: romanische Literaturwissenschaft und romanische Sprachwissenschaft. Literatur- und Sprachwissenschaft erweitern sich zu einer umfassenden Kulturwissenschaft.
Die romanische Sprachwissenschaft bildet Hypothesen über die Entstehung und Entwicklung der romanischen Sprachfamilie. Sie versucht, die Gemeinsamkeiten und Unterschiede zwischen den romanischen Sprachen typologisch zu erfassen. Darüber hinaus erfasst die Disziplin die Beschreibung des Varietätengefüges (Dialekte, Sprachniveaus und -register), der Sprachstruktur und -geschichte jeder einzelnen romanischen Sprache. In der jüngeren Vergangenheit versucht die romanische Sprachwissenschaft verstärkt, Anregungen aus der allgemeinen Sprachwissenschaft, besonders der Pragmatik, der kognitiven Linguistik sowie der Syntax, aufzunehmen.

## Entwicklung eines sprachwissenschaftlichen Gebietes
Zu den ersten Gelehrten, die romanische und weitere europäische Sprachen klassifizierten und darüber schrieben, gehörte Rodrigo Jiménez de Rada (1243) in seiner Geschichte der Iberischen Halbinsel. De Rada unterschied drei große Gruppierungen, die er in die romanischen, slawischen und germanischen Sprachen aufteilte; zusätzlich erwähnte er weitere Sprachen, etwa das Ungarische und Baskische. In der spanischen Renaissance schrieb Andrés de Poza (1587) eine erste Klassifikation der romanischen Sprachen nieder, welche auch das Rumänische mit einschloss und bis in das 18. Jahrhundert Bedeutung behielt. Ein Forschungsprogramm der Romanistik entwarf 1690 Pierre Bayle am Ende seines Vorworts zum Dictionnaire universel von Antoine Furetière.
1821 veröffentlichte François-Juste-Marie Raynouard die erste vergleichende Grammatik der romanischen Sprachen (Grammaire comparée des langues de l'Europe latine, dans leurs rapports avec la langue des troubadours) und begründete damit die moderne Romanistik.
In Deutschland gilt Friedrich Diez mit seiner „Grammatik der romanischen Sprachen“ von 1836 und für die Wortforschung mit dem ersten „Etymologisches Wörterbuch der romanischen Sprachen“ von 1853 als Begründer der wissenschaftlichen Romanistik. Als Begründer des Fachs Romanistik an den deutschen Universitäten als komparatistisch angelegtes Fach zeigt sich noch heute sein Einfluss. Zu seinen Schülern in Bonn gehörten u. a. Hugo Schuchardt, Gaston Paris und Adolf Tobler.

### Einführungen
- Frank Baasner, Peter Kuon: Was sollen Romanisten lesen? Erich Schmidt Verlag, Berlin 1994, ISBN 978-3-503-03081-1.
- Georg Bossong: Die romanischen Sprachen. Eine vergleichende Einführung. Buske Verlag, Hamburg 2008, ISBN 978-3-87548-518-9.
- Albert Gier: Orientierung Romanistik. Was sie kann, was sie will. Rowohlt, Reinbek 2000, ISBN 978-3-499-55607-4.

### Umfassende Darstellungen
- Günter Holtus, Michael Metzeltin, Christian Schmitt (Hrsg.): Lexikon der Romanistischen Linguistik (LRL). 12 Bände. Niemeyer, Tübingen 1988–2005.
- Gerhard Ernst, Martin-Dietrich Gleßgen, Christian Schmitt u. a. (Hrsg.): Romanische Sprachgeschichte. 3 Bände. de Gruyter, Berlin 2003–2008.
- Trudel Meisenburg / Christoph Gabriel: Romanische Sprachwissenschaft. 1. Auflage. UTB/BRO, Paderborn 2007.
- Hans Robert Jauß, Erich Köhler, Hans Ulrich Gumbrecht (Hrsg.): Grundriß der romanischen Literaturen des Mittelalters (GRLMA). 11 Bände. Winter, Heidelberg 1972–1993.
- Wolf-Dieter Lange, Burghard Baltrusch u. a. (Hrsg.): Kritisches Lexikon der romanischen Gegenwartsliteraturen (KLRG). Narr, Tübingen 1990ff.
- Daniela Pirazzini: Theorien und Methoden der romanischen Sprachwissenschaft. Walter de Gruyter, Berlin 2013.

### Nachschlagewerke
- Wilhelm Theodor Elwert: Die romanischen Sprachen und Literaturen. Ein Überblick. Beck, München 1979, ISBN 978-3-406-05721-2.
- Rainer Hess, Gustav Siebenmann, Tilbert D. Stegmann: Literaturwissenschaftliches Wörterbuch für Romanisten (LWR), 4., überarb. u. erw. Aufl. Francke, Tübingen 2003 (=UTB 1373), ISBN 978-3-8252-1373-2.

### Wissenschaftliche Bibliographie
- Romanische Bibliographie / Bibliographie romane / Romance Bibliography. Niemeyer, Tübingen 1961 ff. (zuvor Zeitschrift für Romanische Philologie (ZrP) Supplemente, Halle/Saale, dann Tübingen 1875ff.; Berichtszeitraum 1875–1913; 1924 ff.).

### Wissenschaftliche Zeitschriften
- apropos – [Perspektiven auf die Romania].
- Germanisch-romanische Monatsschrift.
- Lendemains. Etudes comparées sur la France. In den Jahren 2000 bis 2012 fortgeführt von Wolfgang Asholt und Hans Manfred Bock. Hg. Andreas Gelz, Christian Papilloud. Gunter Narr, Tübingen ISSN 0170-3803[7]
- Promptus – Würzburger Beiträge zur Romanistik.
- Quo vadis, Romania? Zeitschrift für eine aktuelle Romanistik.
- Revue de linguistique romane.
- Romance Philology.
- Romania.
- Romanische Forschungen. Vierteljahresschrift für romanische Sprachen und Literaturen.
- Romanische Studien
- Romanistische Zeitschrift für Literaturgeschichte / Cahiers d‘Histoire des Littératures Romanes.
- Romanistik in Geschichte und Gegenwart.
- Romanistisches Jahrbuch.
- The Romanic Review.
- Vox Romanica.
- Zeitschrift für romanische Philologie.
- Zeitschrift für französische Sprache und Literatur

### Wissenschaftsgeschichte
- Hans Helmut Christmann: Romanistik und Anglistik an der deutschen Universität im 19. Jahrhundert. Ihre Herausbildung als Fächer und ihr Verhältnis zu Germanistik und klassischer Philologie. Akademie der Wissenschaften und der Literatur, Mainz 1985, ISBN 978-3-515-04465-3.
- Eugenio Coseriu, Reinhard Meisterfeld: Geschichte der romanischen Sprachwissenschaft. 4 Bände, Narr, Tübingen 2003–2008:
  - Band 1: Von den Anfängen bis 1492.
  - Band 2: Von Nebrija bis Celso Cittadini.
  - Band 3: Von 1601 bis 1818.
  - Band 4: Von 1818 bis Wilhelm Meyer-Lübke.
- Klaus-Dieter Ertler (Hrsg.): Romanistik als Passion. Sternstunden der neueren Fachgeschichte. LIT Verlag, Münster 2007, ISBN 978-3-8258-0273-8.
- Frank Estelmann, Pierre Krügel, Olaf Müller (Hrsg.): Traditionen der Entgrenzung. Beiträge zur romanistischen Wissenschaftsgeschichte. Lang, Frankfurt am Main 2003, ISBN 978-3-631-50388-1.
- Stefan Gross: Ernst Robert Curtius und die deutsche Romanistik der zwanziger Jahre. Zum Problem nationaler Images in der Literaturwissenschaft. Bouvier, Bonn 1980, ISBN 978-3-416-01583-7.
- Hans Ulrich Gumbrecht: Vom Leben und Sterben der großen Romanisten. Biografische Skizzen von Carl Vossler, Ernst Robert Curtius, Leo Spitzer, Erich Auerbach, Werner Krauss. Hanser Verlag, München 2002, ISBN 978-3-446-20140-8.
- Frank-Rutger Hausmann: »Vom Strudel der Ereignisse verschlungen«. Deutsche Romanistik im »Dritten Reich«. Klostermann, Frankfurt am Main 2000, ISBN 978-3-465-03584-8.
- Frank-Rutger Hausmann: „Auch eine nationale Wissenschaft? Die deutsche Romanistik unter dem Nationalsozialismus.“ In: Romanistische Zeitschrift für Literaturgeschichte. Nr. 22, 1998, S. 1–39 und 261–313 (PDF; 10,7 MB).
- Willi Hirdt (Hrsg.): Romanistik. Eine Bonner Erfindung. 2 Bände. Bouvier, Bonn 1993, ISBN 978-3-416-80605-3.
- Peter Jehle: Periodisierungsfragen der neueren Geschichte der Romanistik. In: Grenzgänge. Nr. 8, 2001, S. 32–44.
- Gerdi Seidel: Vom Leben und Überleben eines ‚Luxusfachs‘. Die Anfangsjahre der Romanistik in der DDR. Synchron Wissenschaftsverlag der Autoren, Heidelberg 2005, ISBN 978-3-935025-79-9.

### Zur Krise und den Entwicklungsperspektiven der Romanistik
- Romanistische Zeitschrift für Literaturgeschichte Nr. 29, Heft 3/4 (2005): Themenheft „Romanistik 2006: Revisionen, Positionen, Visionen“, ISSN 0343-379X.
- Grenzgänge. Beiträge zu einer modernen Romanistik Nr. 23 (2005): Themenheft „Romanistik und Gesellschaft: Zukunft der Romanistik – Romanistik der Zukunft“, ISSN 0944-8594.
- Quo vadis, Romania? Zeitschrift für eine aktuelle Romanistik Nr. 29 (2007): Themenheft „Neue Herausforderungen für die Romanistik“, ISSN 1022-3169.
- Romanische Forschungen. Vierteljahresschrift für romanische Sprachen und Literaturen 120,3 (2008): „Forum“ zur zukünftigen Entwicklung der Romanistik, ISSN 0035-8126.
- Wolfgang Dahmen, Günter Holtus, Johannes Kramer u. a. (Hrsg.): Die Bedeutung der romanischen Sprachen im Europa der Zukunft. Narr, Tübingen 1996 (=Romanistisches Kolloquium IX), ISBN 978-3-8233-5073-6.
- Kian-Harald Karimi: „Les liaisons se portent en tout sens – Zur Enzyklopädie einer kulturwissenschaftlichen Romanistik“, in: Zeitschrift für romanische Philologie. Bd. 122, Heft 1 (2006). S. 1–16.
- Maria Lieber / Harald Wentzlaff-Eggebert: Deutschsprachige Romanistik – für wen?. Synchron Wissenschaftsverlag der Autoren, Heidelberg 2002, ISBN 978-3-935025-32-4.
- Fritz Nies / Reinhold R. Grimm (Hrsg.): Ein „unmögliches Fach“. Bilanz und Perspektiven der Romanistik. Narr, Tübingen 1988, ISBN 978-3-87808-698-7.